# Just in sequence
Just in sequence (ook wel JIS) is een logistieke methode voor voorraadbeheersing. Het is een variant van just in time, of JIT. JIS gebruikt het principe van JIT maar zorgt dat het product in een bepaalde volgorde aan de klant afgeleverd wordt, dit om onnodig transport door heen en weer te rijden te voorkomen.